# Kairos-Relief (Torcello)

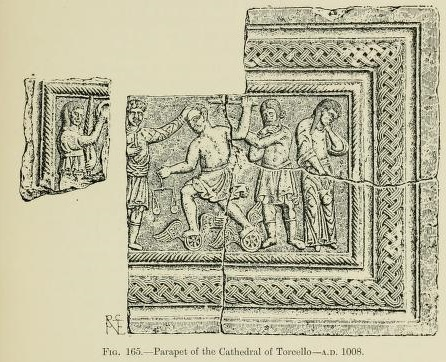
Historische Zeichnung des Reliefs (1896)

Das Kairos-Relief ist eine Spolie, die sich in der Kirche Santa Maria Assunta auf der Insel Torcello in der Lagune von Venedig befindet.

## Kontext
Die marmorne Reliefplatte ist nur fragmentarisch erhalten. Für die Verkleidung einer Treppenwange des neuen Ambos wurde die Platte nämlich zurechtgeschnitten. Das größere Teilstück befindet sich in der Kirche in situ als Bestandteil des Ambos. Ein kleineres Fragment mit der linken oberen Ecke des Reliefs ist im Museum von Torcello ausgestellt.
Die Platte diente ursprünglich als Schmuck der Innenausstattung dieser Kirche und gehörte wohl zum Vorgänger des gegenwärtigen Ambos.

## Beschreibung
Die gerahmte, rechteckige Tafel zeigt eine symmetrisch aufgebaute Szene mit fünf Figuren; Kairos ist die zentrale mittlere Figur.
Dargestellt ist Kairos als bartloser junger Mann, bekleidet mit einem Schurz (Perizoma) und folgenden Attributen: Waage, Messer und geflügelten Räderschuhen. Damit ist er von rechts nach links unterwegs. Seine Attribute sind der antiken Literatur entnommen. Abweichend von dieser Tradition ist das Messer jedoch kein antikes Rasiermesser, sondern eine Art Schwert, das über dem Kopf geschwungen wird. Das entspricht einer Angabe des byzantinischen Autors Tzetzes.
Eine Begleitfigur fasst den Kairos, also die Gelegenheit, wie es auch im Deutschen sprichwörtlich ist, am Schopf. Dieser Akteur wird gekrönt von der Gestalt links außen (Fragment im Museum Torcello), der Personifikation der Voraussicht (Pronoia). Spiegelbildlich dazu ist in der rechten Bildhälfte, also hinter Kairos, ein Akteur zu sehen, der ihn „erfolglos von hinten zu greifen versucht,“ also die Gelegenheit verpasst hat, und am rechten Bildrand die ihn begleitende Personifikation der Reue (Metanoia).

## Interpretation
Die Relieftafel wird in das 11. Jahrhundert datiert. Der Künstler hat auf spätantike und byzantinische Literatur zurückgegriffen, die ikonographische Tradition der antiken Kairos-Darstellung war jedoch abgerissen. Im Kontext einer Kirche soll das Motiv, nach einer These von Renato Polacco, das Pauluswort Gal 6,10  illustrieren.